# Ter Leede Sassenheim
Der VV Ter Leede Sassenheim ist ein Fußballverein aus Sassenheim, Niederlande.
Der Verein wurde am 30. April 1930 gegründet. Während die Männer in den unterklassigen Ligen spielten, schafften die Frauen den Sprung bis in die Hoofdklasse. Dort spielten sie sehr erfolgreich und konnten viermal den Landesmeistertitel gewinnen. Mit der Neustrukturierung des niederländischen Frauenfußballs wurde die Liga heruntergestuft und der Verein spielte fortan zweitklassig. Auch dort gelang es den Frauen, zweimal den Titel zu gewinnen. Ein Aufstieg in die höchste Liga blieb ihnen aber verwehrt, da es kein Auf-/Abstiegsrecht gab. Der Verein spielte mehrmals im UEFA Women’s Cup mit, schaffte es aber nie über die Gruppenphase hinaus.
- Meister Hoofdklasse (6): 2000/01, 2002/03, 2003/04, 2006/07, 2008/09, 2009/10
- Pokalsieger (3):  1992, 2001, 2007

|                          |          |                   |     |  |  |
| UEFA Women’s Cup 2001/02 | Gruppe 2 | Rjasan WDW        | 0:4 |  |  |
|                          | Gruppe 2 | ŠKF Žilina        | 1:0 |  |  |
|                          | Gruppe 2 | AO Kavala         | 8:0 |  |  |
|                          |          |                   |     |  |  |
| UEFA Women’s Cup 2003/04 | Gruppe 8 | FC Codru Chișinău | 8:0 |  |  |
|                          | Gruppe 8 | KÍ Klaksvík       | 5:0 |  |  |
|                          | Gruppe 8 | Fulham Ladies FC  | 1:3 |  |  |
|                          |          |                   |     |  |  |
| UEFA Women’s Cup 2004/05 | Gruppe 4 | KR Reykjavík      | 0:1 |  |  |
|                          | Gruppe 4 | ŽNK Krka          | 2:0 |  |  |
|                          | Gruppe 4 | Malmin Palloseura | 1:1 |  |  |